# Weibletshofen
Weibletshofen ist ein Gemeindeteil der Stadt Marktoberdorf im Landkreis Ostallgäu im bayerischen Regierungsbezirk Schwaben.

## Geographie
Das Dorf liegt westlich des Hauptortes Marktoberdorf. Unweit westlich des Ortes fließt die Wertach, südlich verläuft die B 472.

## Bauwerke

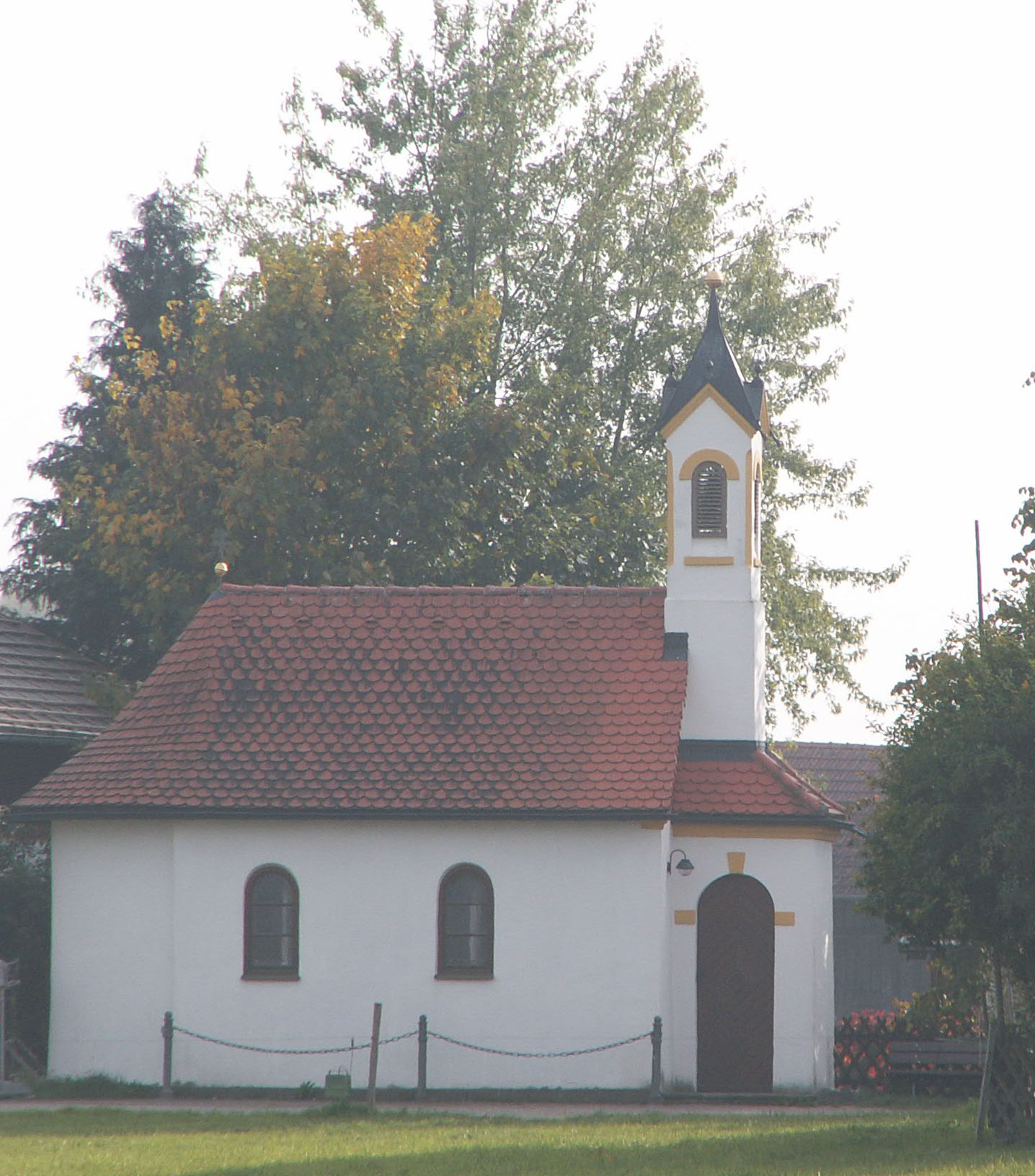
Kapelle Weibletshofen (2006)

In der Liste der Baudenkmäler in Marktoberdorf ist für Weibletshofen ein Baudenkmal aufgeführt:
- Die 1829 erbaute katholische Kapelle ist ein Satteldachbau mit Rundbogenöffnungen. Der Westturm mit Spitzhelm wurde um 1900 hinzugefügt.